# ベーカー式弁装置
ベーカー式弁装置（ベーカーしきべんそうち、ベーカーバルブギア）は、蒸気機関車のバルブギアの形式のひとつ。
ワルシャート式弁装置に比べリンクのみで構成されているため摺動部の磨耗がなく、慣性質量が少ない等の特徴があり、保守性にも優れていた。
主にアメリカ合衆国、中国の蒸気機関車に多く採用された。

## 歴史

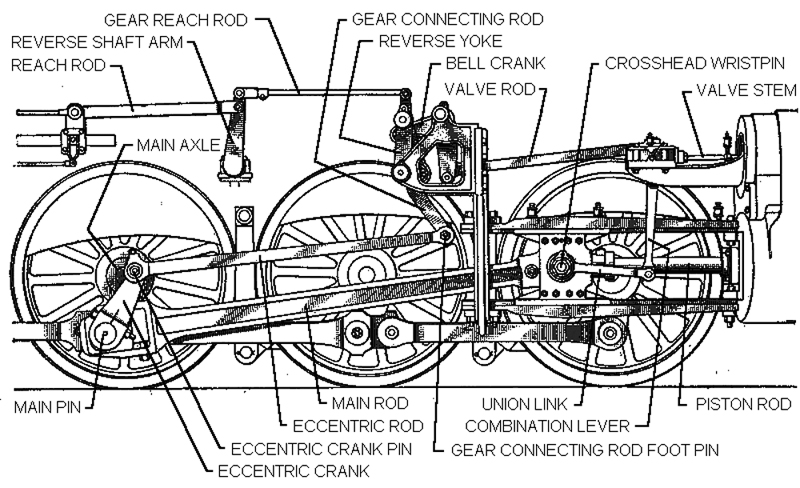
ベーカー式弁装置の説明(英語)

1900年代初頭、当時標準だったワルシャート式弁装置を置き換えるべく、多くの努力が費やされた。
米国においてはヤング式、サザン式、カプロッティ式、フランクリン式等が細々と使われていた。しかし、ベーカー式だけが普及した。
ベーカー式弁装置はオハイオ州のスワントン社で開発され、1903年に最初の特許を取得した。
いくつかの派生形を経て蒸気時代の最後まで生産された。
特に、ノーフォーク・アンド・ウェスタン鉄道において普及した。他にはチェサピーク・アンド・オハイオ鉄道やニッケル・プレート鉄道においても多く採用された。
ニューヨーク・セントラル鉄道やボルチモア・アンド・オハイオ鉄道でも大型機に使用された。